# 鱼鳞云杉
鱼鳞云杉（学名：Picea jezoensis var. microsperma）为松科云杉属的变种。分布于俄罗斯、日本以及中国大陆的小兴安岭及松花江流域、东北大等地，生长于海拔300米至800米的地区，多生于针叶树阔叶树混交林中，目前尚未由人工引种栽培。

## 别名
鱼鳞松（东北），鱼鳞杉（中国裸子植物志）